# Canton de Derval
Le canton de Derval est une ancienne division administrative et circonscription électorale française, située dans le département de la Loire-Atlantique (région Pays de la Loire).

## Histoire
De 1833 à 1848, les cantons de Derval et de Nozay avaient le même conseiller général. Le nombre de conseillers généraux était limité à 30 par département.

## Composition
Les données présentées sont issues des études de l'Insee.
| Nom                      | Code Insee | Intercommunalité        | Superficie (km2) | Population (dernière pop. légale) | Densité (hab./km2) |
| ------------------------ | ---------- | ----------------------- | ---------------- | --------------------------------- | ------------------ |
| Derval (chef-lieu)       | 44051      | CC Châteaubriant-Derval | 63,51            | 3 512 (2014)                      | 55                 |
| Jans                     | 44076      | CC Châteaubriant-Derval | 33,21            | 1 296 (2014)                      | 39                 |
| Lusanger                 | 44086      | CC Châteaubriant-Derval | 35,38            | 1 030 (2014)                      | 29                 |
| Mouais                   | 44105      | CC Châteaubriant-Derval | 9,93             | 387 (2014)                        | 39                 |
| Saint-Vincent-des-Landes | 44193      | CC Châteaubriant-Derval | 33,70            | 1 516 (2014)                      | 45                 |
| Sion-les-Mines           | 44197      | CC Châteaubriant-Derval | 54,71            | 1 645 (2014)                      | 30                 |

## Représentation

### Conseillers généraux de 1833 à 2015
| Période | Période          | Identité                                         | Étiquette              | Qualité |
| ------- | ---------------- | ------------------------------------------------ | ---------------------- | --- |
| 1833    | 1852             | Julien-Louis-Marie de La Haye- Jousselin         | Majorité ministérielle | Propriétaire du château de Fonds-des-Bois Intendant des domaines du Duc d'Aumale Maire de Derval (1826-1852) Député (1837-1848)  |
| 1852    | 1862 (décès)     | Jean-Pierre Bruel (1789-1862)                    |                        | Major retraité, Jans |
| 1862    | 1870             | Pierre Allard                                    |                        | Directeur de forges à Moisdon Maire de Derval                                                                                    |
| 1870    | 1871             | M. Allard                                        |                        | |
| 1871    | 1892             | Louis de La Haye Jousselin                       | Droite                 | Maire de Derval (1870-1901) |
| 1892    | 1898             | Michel Daguin (1857-1922)                        | Républicain            | Notaire à Sion-les-Mines |
| 1898    | 1923 (décès)     | Pierre Morel                                     | Républicain            | Propriétaire à Derval |
| 1923    | 1934             | Jean-Marie Ledoux (1858-1935)                    | RG                     | Sous-intendant militaire Propriétaire du château de la Haie à Derval                                                             |
| 1934    | 1940             | Roger Daguin (fils de Michel Daguin, 1897-1983)) | Rad.                   | Médecin Maire de Sion-les-Mines, conseiller d'arrondissement                                                                     |
|         |                  |                                                  |                        | |
| 1943    | 1945             | Henri Hay de Slade (1893-1979)                   |                        | Militaire Maire de Derval (1929-1944) Nommé conseiller départemental en 1943                                                     |
|         |                  |                                                  |                        | |
| 1945    | 1979             | Roger Daguin                                     | RPF-Rad. puis SE       | Médecin Maire de Sion-les-Mines                                                                                                  |
| 1979    | 1985             | Jean-Luc Colin                                   | PS                     | Maire de Saint-Vincent-des-Landes (1989-2008) Conseiller régional (1986-1992)                                                    |
| 1985    | 1998             | Michel Hunault                                   | RPR                    | Avocat Maire de Derval (1989-2001) Député (1993-2012)                                                                            |
| 1998    | 2012 (démission) | Yves Daniel                                      | DVG puis PS            | Agriculteur-propriétaire exploitant Maire de Mouais (1995-2017) Député (2012-2022) Vice-président du Conseil général (2004-2012) |
| 2012    | 2015             | Viviane Lopez                                    | DVG                    | Professeure des écoles Adjointe au maire de Lusanger (2001-2008)                                                                 |

### Conseillers d'arrondissement (de 1833 à 1940)
| Période     | Période      | Identité                              | Étiquette       | Qualité |
| ----------- | ------------ | ------------------------------------- | --------------- | --- |
| 1833        | 1839         | Claude François Chérel                |                 | Propriétaire à Derval                                                                                       |
| 1839        | 1848         | Armand Toussaint Mérot des Granges    |                 | Propriétaire à Lusanger                                                                                     |
|             |              |                                       |                 | |
|             | 1885 (décès) | Simon François Châtellier (1814-1885) |                 | Propriétaire, maire de Saint-Vincent-des-Landes                                                             |
| 9 août 1885 | 1908 (décès) | Désiré Châtellier                     | Républicain     | Médecin à Saint-Vincent-des-Landes, suppléant du juge de paix                                               |
| 1908        | 1925 (décès) | Amand Piquet (1857-1925)              | Républicain     | Premier adjoint au maire de Sion-les-Mines                                                                  |
| 1925        | 1934         | Roger Daguin                          | Rad.            | Médecin, maire de Sion-les-Mines                                                                            |
| 1934        | 1940         | Henri Ledoux                          | Union nationale | Boucher à Derval                                                                                            |
| 1940        |              |                                       |                 | Les conseils d'arrondissement ont été suspendus par la loi du 12 octobre 1940 et n'ont jamais été réactivés |

## Démographie
| 1962  | 1968  | 1975  | 1982  | 1990  | 1999  |
| ----- | ----- | ----- | ----- | ----- | ----- |
| 8 994 | 8 587 | 8 047 | 7 818 | 7 741 | 7 374 |

| 2006  | 2007  | 2008  | 2009  | 2010  | - |
| ----- | ----- | ----- | ----- | ----- | - |
| 8 156 | 8 232 | 8 382 | 8 677 | 8 891 | - |